# Scott Young (rugby à XV)
Pour les articles homonymes, voir Scott Young (homonymie) et Young.
Scott McGilvery Young, né le 4 juillet 1965 à Armidale (Australie), est un arbitre international australien de rugby à XV. 

## Carrière
Il arbitre son premier test match le 15 août 1998 pour le match opposant l'équipe d'Argentine à l'équipe des États-Unis. Son premier arbitrage de match international a lieu en octobre 1994. Scott Young arbitrée notamment trois matchs du Tournoi des Six Nations et un match du Tri-nations.

## Statistiques
- 12 matchs internationaux (au 30 juillet 2006)
- 47 matchs du Super 12 (au 5 août 2006)